# 3441 Pochaina
3441 Pochaina је астероид главног астероидног појаса чија средња удаљеност од Сунца износи 3,107 астрономских јединица (АЈ).
Апсолутна магнитуда астероида је 12,2.